# بطانة عصبية
البطانة العصبية هي بطانة عصبية ظهارية رقيقة في الجهاز البطيني للدماغ والقناة المركزية للحبل الشوكي . البطانة العصبية هي أحد أنواع الخلايا الدبقية العصبية الأربعة في الجهاز العصبي المركزي (CNS)، وتعتبر من ضمن عملية إنتاج السائل النخاعي (CSF) ، والذي يبدو أنه يعمل بمثابة خزان للتجدد العصبي .

## خلايا البطانة العصبية
تتكون البطانة العصبية من خلايا بطينية تسمى ependymocytes (الخلايا البطينية العصبية) ، والتي هي نوع من الخلايا الدبقية. تبطن هذه الخلايا الجهاز البطيني النخاع الشوكي المملوءة في المخ والقناة المركزية في الحبل الشوكي. تتشابه خلايا الأنسجة العصبية ذوات الأهداب العمودية البسيطة  شكل بعض الخلايا الظهارية المخاطية.
تتميز الأغشية القاعدية الخاصة بهذه الخلايا بوجود ما يشبه المجسات التي تلتصق بالخلايا النجمية .

## الوظيفة

### السائل النخاعي
تلعب خلايا البطانة العصبية دورا مهمًا في إنتاج وتناظم السائل النخاعي. تغطي الأسطح القمية طبقة من الأهداب الذي يحيط بالسائل النخاعي حول الجهاز العصبي المركزي. تغطي الأسطح القميية بزغيبات تمتص السائل النخاعي. داخل بطينات الدماغ مجموعة من خلايا بطينات عصبية ومعروفة بالنسيجة المشيمية من بنية تسمى الضفيرة المشيمية التي تنتج النخاع الشوكي.
الموصلات المحكمة المعدلة بين الخلايا الظهارية تتحكم في إفراز السائل النخاعي الشوكي. يسمح هذا الإفراز بالتبادل الحر بين السائل النخاعي والأنسجة العصبية للمخ والنخاع الشوكي، وهو السبب في أن أخذ عينات السائل النخاعي - مثلا عن طريق " بزل قطني "- الذي يوفر واجهة الجهاز العصبي المركزي.

### زراعة الأعصاب
أثبت جوناس فريسين وزملاؤه في معهد كارولينسكا في ستوكهولم أن خلايا البطانة العصبية تعمل كخلايا احتياطية في الدماغ الأمامي، والتي يمكن تنشيطها بعد السكتة الدماغية كما هو الحال في الجسم الحي والخلايا الجذعية المختبرية في النخاع الشوكي. ولكن هذه الخلايا لم تتجدد ذاتيا وتم استنفاذها في وقت لاحق لأنها تنتج خلايا عصبية جديدة، وهكذا لم تستوفي خصائص الخلايا الجذعية. لوحظ في إحدى الدراسات أن خلايا البطانة العصبية من الخلايا المبطنة للبطين الجانبي قد تكون مصدرا للخلايا الممكن زرعها في القوقعة للتعويض عن فقدان السمع.

## علم الأمراض
ورم الخلايا العصبية هو ورم يحصل في في الخلايا البطانية ععادة ما توجد في البطين الرابع العصبية الأكثر شيوعًا في البطين الرابع .

## روابط خارجية
- الرسوم التوضيحية في ucsf.edu
- أطلس في mcg.edu